# Кияшко, Фома Михайлович
Фома́ Миха́йлович Кия́шко (18 октября 1900 — 14 июля 1996) — советский военный деятель, участник советско-финляндской и Великой Отечественной войн, начальник инженерных войск 26-й армии, генерал-майор инженерных войск (16.10.1943).

## Биография
Родился 18 октября 1900 года в селе Высокое Борзенковского района Черниговской области, Украинская ССР
Поступил на военную службу 2 мая 1919 года.
Участвовал в Советско-финляндской войне 1939—1940 годов.
Особенно отличился при обороне Ленинграда в должности заместителя командующего войсками 55-й армии- начальника инженерных войск армии. В наградном листе отмечено:

Полковник Кияшко в должности начальника инженерных войск армии с июля месяца 1942 года. За этот период времени показал себя тактически и оперативно грамотным офицером, хорошо знаю¬щим свое специальное дело.
Благодаря непосредственного руководства и должной настойчивости т. Кияшко сумел проделать большую работу в достройке оборонительных сооружений — ДОТов и ДЗОТов в районе обороны армии, уделяет большое внимание ремонту постройке новых дорог, ведущих из Колпино-Красный Бор и Усть-Славянка-Колпино.	
Проделана большая работа по созданию минных полей к оперативных заграждений на новых рубежах армии и очистки минных полей старых оборонительных рубежей.
Умело организует и планирует инженерную подготовку в войсках и систематически осуществляет контроль за ходом проводимых инженерных работ.
Решителен, энергичен. Своим честным и умелым отношением к делу за воевал большой авторитет среди офицеров управления армии, так и в войсках.
За хорошую организацию и постановку инженерных мероприятий по укреплению оборонительных рубежей армии, достоин правительственной награды — ордена Красного Знамени.
24 сентября 1943
— Наградной лист
С 1944 года воевал в должности заместителя командующего войсками 23-й армии начальника инженерных войск армии.
В 1944 года до конца войны отлично проявил себя в должности заместителя командующего войсками 26-й армии- начальника инженерных войск армии. Участвовал в Будапештской, Балатонской, Венской и Грацко-Амштеттенской операциях.
Генерал-майор инженерных войск 26-й армии Кияшко Ф. М. в ходе оборонительных и наступательных боёв на территории Венгрии в феврале-марте месяце 1945 года умело организовал инженерное обеспечение войск. Под его руководством были созданы четыре оборонительных рубежа, 600 километров траншей на которых противник был измотан и обескровлен.
В сжатые сроки им были созданы глубоко эшелонированные минные заграждения и установлено более 80 000 мин на которых противник понёс большие потери. Широкое применение нашёл манёвр инженерными заграждениями. Только по неполным данным на наших минах подорвалось 40 танков противника. Под его непосредственным руководством на канале Елуша под огнём противника построены мосты для отвода нашей техники и после отхода своевременно взорваны все мосты. 20 марта 1945 года быстро наведённые наплавные и постоянные мосты обеспечили войскам армии успешно форсировать канал Елуша. Под личным руководством Кияшко Ф. М. в течение нескольких часов на реке Раба были наведены наплавные мосты и паромы обеспечившие войскам армии быстрое форсирование реки Раба.
За правильное руководство сапёрными частями, умелое инженерное обеспечение оборонительных и наступательных операций войск армии, за личную храбрость и мужество генерал-майор и/в. Кияшко награждён орденом Отечественной Войны Первой Степени.
Умер 14 июля 1996 года.

## Награды
- Орден Ленина (ноябрь 1950)[3]
- Ордена Красного Знамени (февраль 1943)[4]
- Ордена Красного Знамени (03.11.1944)[5]
- Ордена Красного Знамени (ноябрь 1950)[6]
- Ордена Красного Знамени
- Орден Отечественной войны 1 степени (октябрь 1943)[2]
- Орден Отечественной войны 1 степени (6 апреля 1985)[7]
- Орден Красной Звезды
- Орден Красной Звезды
- Медаль «За оборону Ленинграда» (14 августа 1943)[8]
- Медаль «За победу над Германией в Великой Отечественной войне 1941—1945 гг.» (9 мая 1945[9])[10]
- Медаль «За взятие Будапешта»

## Память
- Его имя увековечено в Главном Храме Вооружённых сил России, и навсегда запечатлено на мемориале «Дорога памяти»
- На могиле установлен надгробный памятник